# Popi Staw
Popi Staw (niem. Papen Wasser) – niewielkie jezioro, położone na Wzgórzach Bukowych, na skraju Puszczy Bukowej, między zachodnią granicą lasu a drogą krajową nr 3 (E65), na północny wschód od Starego Czarnowa.
Powierzchnia akwenu wynosi 1,70 ha. Nazwa Popiego Stawu pochodzi z faktu, że pleban ze Starego Czarnowa miał dawniej wyłączny przywilej łowienia ryb w tym jeziorze. Popem jeszcze w XV i XVI w nazywano również katolickiego księdza.
Jezioro jest położone w malowniczym zagłębieniu terenu. Posiada nierozwiniętą linię brzegową, brzegi płaskie, częściowo zadrzewione. Z Popiego Stawu wypływa niewielki ciek uchodzący do jeziora Zaborsko.

## Legendy
Z jeziorem wiąże się kilka legend miejscowych o konszachtach mnichów kołbackich z diabłami, a dotyczących połowu ryb. Według jednej z nich jezioro utworzyła woda, która zatopiła tu zakonników, aby położyć kres ich bezbożności. Inna legenda mówi że w pobliżu miejsca, gdzie stanął kościół kołbacki, była niegdyś pieczara z posągiem wieleckiego bożka, który nie skąpił swych łask tym, którzy składali mu hojne ofiary. Pewnego razu okoliczni mieszkańcy zauważyli, iż opat kołbackiego klasztoru odkopał grotę i złożył ofiarę bożkowi. Oburzeni tym faktem wrzucili opata do jeziora.